# Karol Hoffmann (1913–1971)
Karol Hoffmann (ur. 10 sierpnia 1913 w Orliczku, zm. 28 lutego 1971 w Poznaniu) – polski lekkoatleta, wielokrotny mistrz Polski, później trener lekkoatletyczny, twórca i propagator radiowej gimnastyki porannej w Polsce.

## Życiorys
Był wszechstronnym lekkoatletą, lecz największe sukcesy odnosił w skokach. Reprezentował Polskę na igrzyskach olimpijskich w 1936 w Berlinie w skoku wzwyż i trójskoku, ale w żadnej z tych konkurencji nie wszedł do finału. Trzykrotnie startował w akademickich mistrzostwach świata: w 1935 w Budapeszcie zajął 9. miejsce w pchnięciu kulą oraz 10. miejsce w skoku w dal; w 1937 w Paryżu był piąty w skoku w dal, ósmy w rzucie dyskiem, a w skoku wzwyż nie zakwalifikował się do finału; w 1939 w Monako zajął 6. miejsce w rzucie dyskiem i 27. miejsce w skoku wzwyż.
Odniósł wiele sukcesów w mistrzostwach Polski. Przed II wojną światową zwyciężył w skoku w dal w 1934, 1935, 1938 i 1939, w trójskoku w 1936 i 1938 oraz w skoku wzwyż w 1937 i 1938. Zdobył srebrne medale w trójskoku w 1934, 1935, 1937 i 1939 oraz w skoku w dal w 1936. Był brązowym medalistą w trójskoku w 1933, w skoku wzwyż w 1934, w pchnięciu kulą w 1934, 1936 i 1937 oraz w skoku w dal w 1937. Był też złotym medalistą halowych mistrzostw Polski w 1935 w skoku wzwyż, w 1937 i 1939 w skoku w dal i w 1938 w trójskoku, srebrnym medalistą w pchnięciu kulą w 1935 i w sztafecie 6 × 50 m w 1937 oraz brązowym medalistą w skoku wzwyż w 1937 oraz w skoku w dal, pchnięciu kulą i pchnięciu kulą oburącz w 1938.
W latach 1934–1939 wystąpił w jedenastu meczach reprezentacji Polski (18 startów), odnosząc 6 zwycięstw indywidualnych.
Okres okupacji niemieckiej przeżył jako dozorca boisk sportowych i pracownik w fabryce akumulatorów. Był też konspiracyjnym trenerem lekkoatletycznym.
Po wojnie powrócił do czynnego uprawiania lekkoatletyki. Był mistrzem Polski w trójskoku w 1948, wicemistrzem w rzucie dyskiem w 1949 i brązowym medalistą w skoku w dal i rzucie dyskiem w 1948. W latach 1949 i 1950 dwukrotnie wystąpił w reprezentacji Polski w rzucie dyskiem, zajmując 4. miejsce. 
Rekordy życiowe:
- skok wzwyż – 1,90 m (28 czerwca 1936, Warszawa)
- skok w dal – 7,22 m (19 czerwca 1938, Warszawa)
- trójskok – 14,76 m (28 czerwca 1936, Warszawa)
- pchnięcie kulą – 14,31 m (12 września 1937, Grudziądz)
- rzut dyskiem – 45,36 m (3 października 1937, Toruń)

Był zawodnikiem Warty Poznań (1929-1936) i AZS Poznań (1936-1939 i 1945-1850). Zakończył wyczynowe uprawianie lekkoatletyki w 1950.
Ukończył Studium Wychowania Fizycznego Uniwersytetu Poznańskiego w 1936. W 1945 uzyskał stopień magistra, a w 1961 doktora za rozprawę Długość i częstotliwość kroku w biegu na 100 m a wzrost i długość kończyn dolnych u czołowych sprinterów polskich.
Od 1950 był kierownikiem Zakładu Teorii i Metodyki Lekkiej Atletyki Wyższej Szkoły Wychowania Fizycznego w Poznaniu, a od 1954 do 1962 kierownikiem Katedry Teorii i Metodyki Sportu tejże uczelni. Opublikował m.in.prace: Rzut dyskiem (1960), Systematyka ćwiczeń w nauczaniu lekkiej atletyki (1967), Zarys ewolucji techniki rzutów lekkoatletycznych (1968), Podstawowe elementy techniki ćwiczeń lekkoatletycznych (1970).
Od 1949 był trenerem. Jego wychowankami byli m.in. Edward Adamczyk i Zdobysław Stawczyk. Był jednym z czołowych szkoleniowców Wunderteamu, będąc w latach 1952–1958 trenerem kadry narodowej w skoku wzwyż i rzucie dyskiem.
Od 1946 do 1971 prowadził na antenie Polskiego Radia audycje gimnastyki porannej, do których opracowywał zestawy ćwiczeń. Zmarł w Poznaniu, został pochowany na Cmentarzu Junikowskim (pole 15-B-3-3).

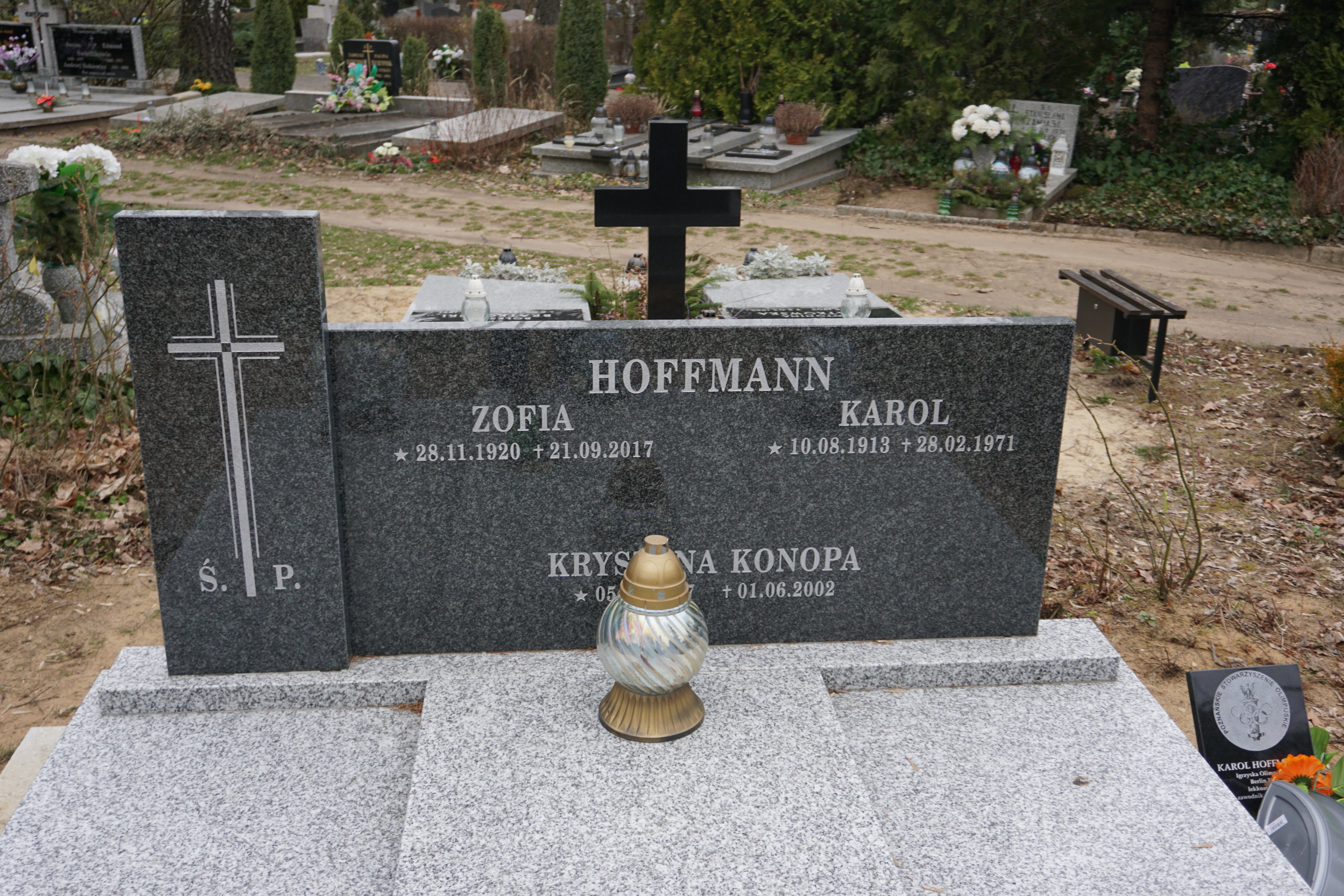
Grób Karola Hoffmanna na Cmentarzu Junikowskim

Jego młodszym bratem był Marian Hoffmann, również czołowy lekkoatleta i trener lekkoatletyczny.